# Carlos Mozer
Carlos Mozer (født 19. september 1960) er en tidligere brasiliansk fodboldspiller.

## Brasiliens fodboldlandshold
| Brasiliens landshold | Brasiliens landshold | Brasiliens landshold |
| År                   | Kmp                  | Mål                  |
| -------------------- | -------------------- | -------------------- |
| 1983                 | 9                    | 0                    |
| 1984                 | 3                    | 0                    |
| 1985                 | 6                    | 0                    |
| 1986                 | 5                    | 0                    |
| 1987                 | 0                    | 0                    |
| 1988                 | 0                    | 0                    |
| 1989                 | 2                    | 0                    |
| 1990                 | 4                    | 0                    |
| 1991                 | 0                    | 0                    |
| 1992                 | 1                    | 0                    |
| 1993                 | 1                    | 0                    |
| 1994                 | 1                    | 0                    |
| Total                | 32                   | 0                    |